# 나가오카 한타로

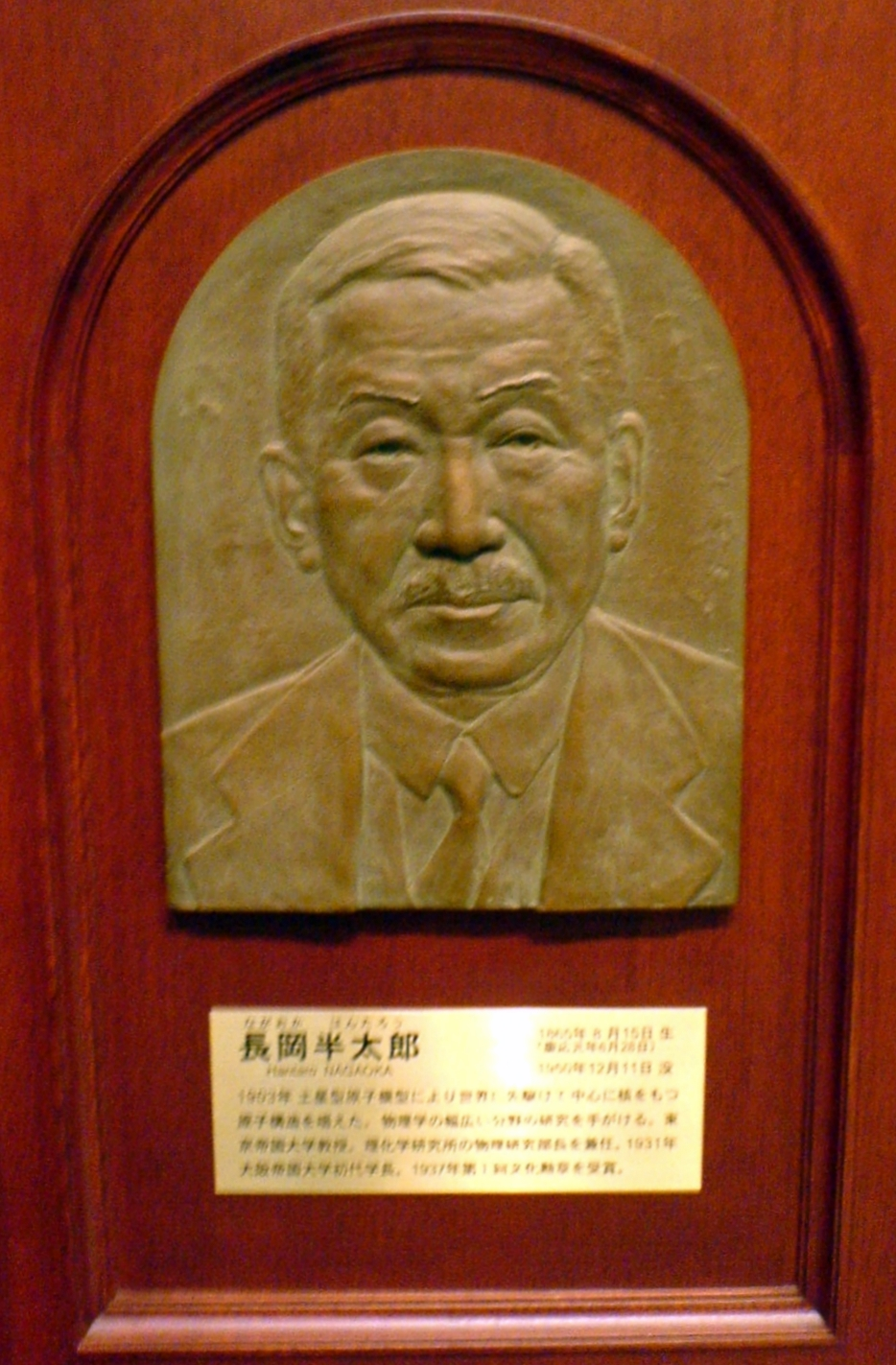
국립과학박물관에 전시된 나가오카의 청동 릴리프

나가오카 한타로(일본어: 長岡 半太郎, 1865년 8월 19일(게이오 원년 6월 28일) ~ 1950년 12월 11일)는 일본의 물리학자이다. 토성형 원자 모델 제창 등의 학문적 업적을 남겼을 뿐만 아니라 도쿄 제국대학 교수로 활동하여 많은 제자를 지도했고 오사카 제국대학 초대 총장과 제국학사원 원장 등의 요직도 역임했다. 1937년에는 제1회 문화훈장을 받았고 사후에는 정3위 훈일등욱일대수장이 추서됐다.

## 인물

### 유년 시절 ~ 학창 시절
히젠국 오무라번(현: 나가사키현 오무라시)에서 오무라번 번사 나가오카 지사부로의 외아들로 태어나 어린 시절에는 오무라 번 번교 고코칸(나가사키 현립 오무라 고등학교의 전신)에서 배웠다. 나가오카가는 1874년에 상경하여 한타로는 혼고구 유시마 초등학교에 입학했는데 초등학교에서는 성적이 나빴던 편인데다 낙제한 적도 있었다. 이후에는 공립 학교에서 도쿄 영어학교(도쿄 대학 예비문)로 진학했다. 지사부로의 전근 등에 의해 오사카 영어학교(오사카 전문학교)로 전학 후 도쿄 대학 예비문에 재입학했다.
1882년 9월에는 도쿄 대학 이학부(1886년부터 제국대학 이과대학)에 진학, 재학 중 1년 휴학했다. 휴학 중에는 동양인(일본인)에게 서양인 못지않은 독창적인 식견이 있는지에 대해 고민하고 한학의 길로 나아가는 일도 생각하고 있었다. 물리학과에 진학한 후에는 교수 야마카와 겐지로나 조교수 다나카다테 아이키쓰, 영국인 교사에게서 배웠다.

### 도쿄 제국대학 교수
1887년 대학원에 진학한 후 그대로 대학에 남아 3년 뒤인 1890년에 조교수로 부임했다. 1890년 9월, 자기변형도를 연구하여 니켈선에 압력과 변형을 주면 반자성화가 되는 것을 확인했다. 1892년 7월 25일, 다나카다테 아이키쓰와 나가오카는 ‘노비 지진에 동반된 자력선의 변위’를 발표했다. 1902년 8월 4일 나가오카와 혼다 고타로는 ‘철, Ni, Co, Ni강의 자왜’를 발표했다.
1893년부터 1896년에 걸쳐 독일 제국으로 유학을 떠나 루트비히 볼츠만 밑에서 배웠고 귀국 후 교수로 부임했다. 이후 1926년에 60세의 나이에 정년 퇴임할 때까지 도쿄 제국대학(1897년에 제국대학으로부터 개명) 교수를 지냈다.

### 요직의 역임
도쿄 제국대학 교수직에서 정년 퇴임한 후에도 이화학연구소 주임연구원으로 연구를 계속하는 한편, 다음과 같은 요직을 역임했다.
- 1931년 ~ 1934년 : 초대 오사카 제국대학 총장
- 1934년 ~ 1947년 : 귀족원 의원(제국학사원 회원 의원)
- 1939년 ~ 1947년 : 일본 학술진흥회 이사장
- 1939년 ~ 1948년 : 제13대 제국학사원 원장

그 사이 1937년에는 제1회 문화훈장을 받았다.
나가오카는 1939년, 스웨덴 노벨 위원회에 유카와 히데키를 추천했다. 이 추천은 제2차 세계 대전을 사이에 둔 10년 후인 1949년에 결실을 맺었고 유카와는 중간자 이론을 제창한 공로를 인정받아 일본인으로서는 최초로 노벨상(물리학상)을 수상했다.

### 가족
1892년에 미쓰쿠리 린쇼의 셋째 딸 미사코와 결혼해 3남 1녀를 두었다. 장남 하루오는 이화학연구소 이사장, 차남 마사오는 일본 광학 공업 사장을 지냈고 장녀는 한타로의 제자 오카야 도키하루와 결혼했다. 한타로의 손자인 나가오카 노부코는 피아니스트로서 장래를 촉망받았지만 도쿄 대공습으로 사망했다. 또 노부코의 여동생인 나가오카 스미코(옛성: 나가마쓰)도 피아니스트로 활동했다.
아내 미사코가 1902년에 사망하면서 곧바로 히라카와 도요와 재혼했고 도요와의 사이에는 5남을 두었다. 5남 사가네 료키치는 실험물리학자, 8남 나가오카 신키치는 공작기계 기술자였다(오쿠마 상무이사, 도요하시 기술과학대학 교수를 역임).

### 사망
1950년 12월 11일, 도쿄도 분쿄구 니시카타초 자택에서 뇌출혈로 사망했다(향년 85세). 사망 당일에도 지구물리학 관련 서적을 펼치며 연구를 계속하고 있었다. 장례는 본인의 의사에 따라 신식에도 불교식에 관계없이 같은 달 16일에 거행됐다.

## 학술적 업적
나가오카는 대학원 시절부터 자왜 실험 연구에 몰두하여 이와 병행한 회절의 수리물리학적인 연구도 했다. 또한 지진이나 지구물리학 연구에도 종사하여 지자기 측량, 유성에 의한 전파의 산란 보고 등을 했다. 이후 연구 대상은 원자구조론과 분광학, 수은환금 등으로 확대됐다.
1900년, 프랑스 파리에서 개최된 만국물리학회에서는 앙리 푸앵카레, 퀴리 부부(피에르 퀴리와 마리 퀴리), 앙리 베크렐 등과 같은 당시의 유명한 물리학자들과 함께 참가하면서 자왜의 연구 성과를 보고했다. 또한 세계 물리학계에서 일어나고 있는 최근의 동향을 일본에 소개하는 일도 적극적으로 나선 것 외에도 1888년에는 하인리히 루돌프 헤르츠의 실험에 대해 특별 강연을 하면서 이를 소개하는 기사를 집필했다. 독일 유학 중이던 1895년에는 빌헬름 콘라트 뢴트겐에 의한 X선 발견 보고를 일본에 보냈다.
1922년에 알베르트 아인슈타인이 일본을 방문하여 일본에서 ‘아인슈타인 붐’이 일어났을 때 궁중에서 일반 상대성이론 강의를 했다.

### 토성형 원자 모델의 제창

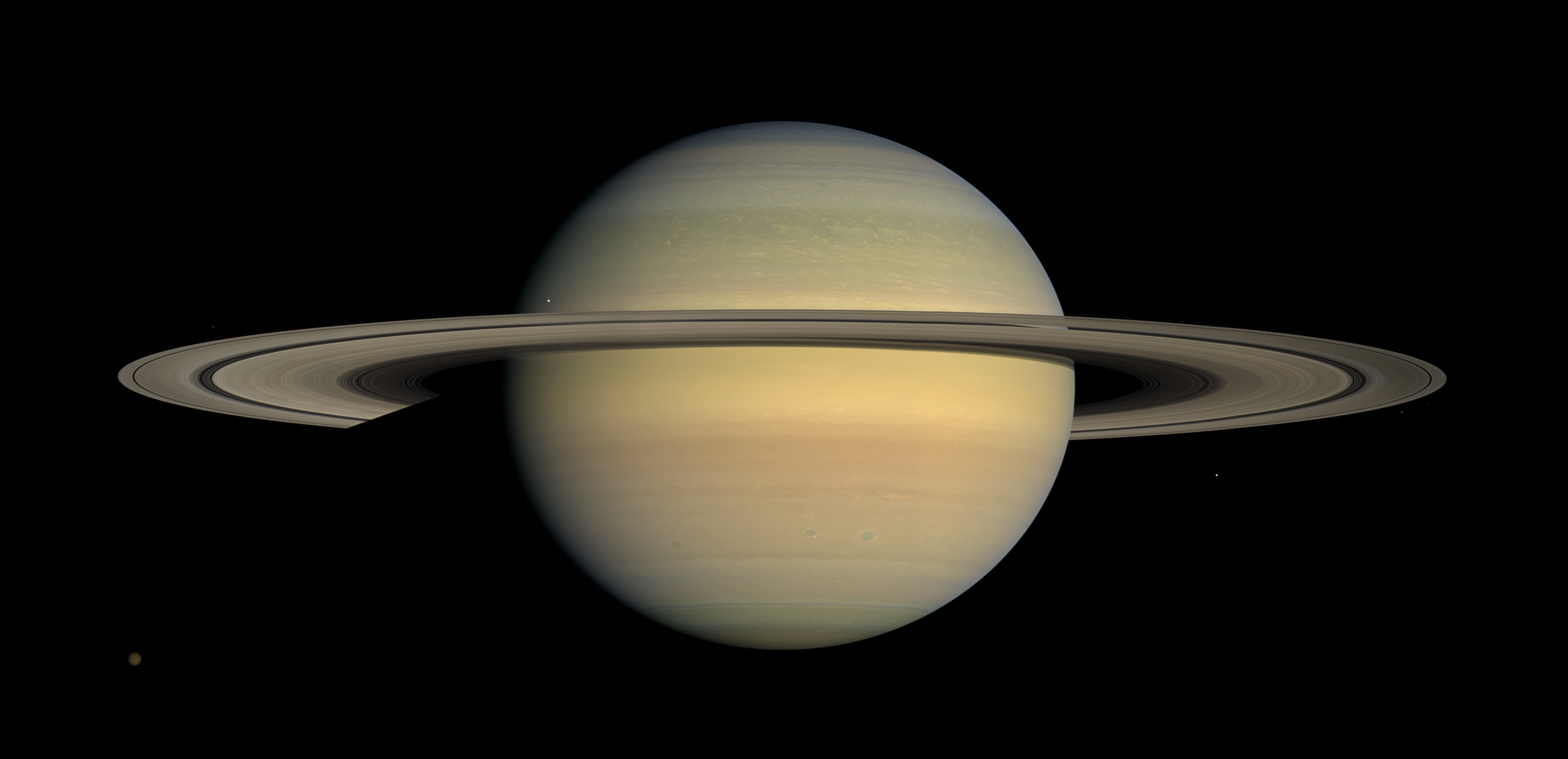
토성의 고리는 매우 작은 천체의 집합체가 토성을 공전하고 있는 것은 당시엔 이미 알려져 있었고, 나가오카는 토성 본체에 상당하는 원자핵 주위를 수천 개의 전자가 고리처럼 돌고 있다고 생각했다.

1900년대 초에 원자가 불가분의 입자가 아닌 정전하에 대전하는 입자와 부전하로 대전하는 입자의 집합이라는 것이 판명됐다. 당시 저명한 물리학자였던 영국의 조지프 존 톰슨은 1904년에 대전한 구의 내부를 부전하의 입자가 자유롭게 운동하고 있다는 포도빵 같은 원자 모델을 제창했다. 그런 반면 나가오카는 1904년에 중앙에 정전하를 띤 원자핵이 있으며 그 주위를 부전하를 띤 전자가 링 모양으로 돌고 있는 ‘토성형 원자 모델’을 발표했다. 원자핵 주위를 전자가 돌고 있는 원자 모형은 나가오카보다 2년 전에 장 바티스트 페랭도 제창했지만 정성적인 것이며, 나가오카의 논문은 제임스 클러크 맥스웰의 토성의 고리의 안정성에 대한 연구에 영향을 받아서 보다 정교한 것이었다.
나가오카의 모델에 있어서는 그 중심에 무겁고 전하가 큰 핵이 있어서 그 주위에 수천 ~ 수만 개의 전자가 돌고 있다고 가정하는 것으로 원자는 어느 정도의 안정성을 얻을 수 있었지만 최종적으로는 전자가 전자파를 방사하여 에너지를 잃고 핵과 합체해버리는 우려점이 있어서 당초에는 별로 주목받지 못했다. 또 원자의 스펙트럼선을 설명할 수 있다고 했으나 실험과는 잘 맞지 않았다. 그러나 1911년에 어니스트 러더퍼드가 알파(α)선 산란실험을 하여 원자핵 발견했다(→러더퍼드 산란). 이 실험 결과를 토대로 ‘러더퍼드 원자 모형’을 발표했다. 이것은 원자핵이 있으며 그 주위를 전자가 돌고 있다는 점은 나가오카의 토성 모형과 흡사한 것이었다.
원자핵 주위를 도는 전자 문제에 대해서는 1913년 닐스 보어에 의한 보어 모형에서 어느 규칙에 의거한 경우에 안정적으로 전자가 존재한다고 가정했다. ‘왜 가속도 운동을 하고 있는데 전자파를 방사하여 에너지를 잃지 않는 것인가’에 대해 전기 양자론(보어 모형도 여기에 포함된다)을 거쳐 양자론에 이르러 전자는 ‘점과 같은 것’이 아니라는 것으로 최종 결론지었다.

### 나가오카 계수의 제창
1909년 5월 6일, 전기공학에서 유한장 솔레노이드(코일)의 유도계수를 구하기 위한 나가오카 계수를 발표했다.
케임브리지 대학교는 나가오카의 업적을 기려 명예 이학박사를 수여했다.

### 수은환금
1924년 9월 20일에 발표된 수은을 금으로 바꾸는 것을 가능케하는 꿈의 연구이다. 수은은 원자번호 80, 금은 원자번호 79이므로 ‘수소원자’(양자) 1개를 제거하면 금을 얻을 수 있으며 수은의 ‘핵을 교란’ 시킨 결과 금이 발견된 것으로 알려졌다. 나가오카는 원자를 수정하여 원자의 이해를 증진시키려는 목적으로 하고 있었지만 수은에서 금을 만드는 연구는 부분적으로 응용된 사례였다. 하지만 이화학연구소의 홍보가 보도를 통해서 발표했고 이 연구는 자원이 적은 일본에 막대한 혜택을 주는 ‘연금술’이라고 언론에서는 이를 대대적으로 보도했다. 하지만 그 후 10년 동안 연구가 계속됐지만 뚜렷한 성과는 없었고 나가오카는 이 같은 잘못을 인정하지는 않았다. 또 다른 학자도 물리학의 중진에 대해 비판하지는 않았다.
무엇보다 1937년에 문화훈장을 받았을 때는 “환금술 같은 건 별거 아니다. 원자구조에 대한 연구나 나가오카식 계산법, 나가오카·혼다 효과 등이 학계에 도움이 됐을 것이다”라고 스스로 평가했다.

### 주요 제자
나가오카의 도쿄 제국대학 교수 시절 주요 제자는 다음과 같다.
- 혼다 고타로 : 물리학자, 야금공학자, KS강 개발자
- 구사카베 시로타 : 지구물리학자, 암석과 지진파 연구자
- 아이치 게이이치 : 물리학자, 젊은 나이에 사망.
- 데라다 도라히코 : 물리학자, 에세이스트로도 알려졌다.
- 이시하라 준 : 물리학자
- 오카야 도키하루 : 물리학자, 수학자
- 니시나 요시오 : 물리학자, 양자역학 연구, 입자가속기 제작 등의 업적을 남겼다.

나가오카는 토성형 원자 모형(나가오카 모형)을 제창했을 때 보수적인 선배 세대로부터 실증적이지 않은 나가오카 모형의 연구를 그만두도록 종용당했는데 나가오카는 훗날 그만둔 것을 후회했다. 이런 영향도 있어서인지 니시나 요시오는 코펜하겐 학파(닐스 보어 등이 중심)의 자유로운 학풍을 일본에 가지고 돌아와서 니시나와 교류가 있었던 도모나가 신이치로나 사카타 쇼이치는 그 학풍을 이어받았다.
더욱이 도모나가의 아버지 도모나가 산주로는 같은 오무라시 출신이며 나가오카와는 오랜 친구 사이였다(어린 시절의 친가는 옆집). 그 외에 나가오카의 조수로 일했던 시미즈 소헤이(도쿄 이과대학 출신)는 훗날 호쿠신 전기제작소(후에 요코가와 전기제작소와 합병하면서 요코가와 호쿠신 전기가 됐고, 현재는 요코가와 전기로 존속됨)를 창업했다. 그리고 훗날 나가오카의 후임이 된 오사카 제국대학 2대 총장인 구스모토 조자부로는 구제 오무라 중학교(나가사키 현립 오무라 고등학교의 전신)에서 도모나가 산주로와 동기였다.

### 도호쿠 제국대학 창립
1906년, 도호쿠 제국대학 설립이 내각 회의에서 결정되자 나가오카는 교수 인선을 의뢰받았다. 그 결과 나가오카의 제자에 해당하는 혼다 고타로나 구사카베 시로타·아이치 게이이치·이시하라 준이 도호쿠 제국대학 교수가 됐다. 나가오카 자신도 초대 이과대학장으로서 추천돼 본인도 수락할 생각이었지만 최종적으로는 만류되면서 도쿄 제국대학에 남았다.

### 오사카 제국대학 창립
1931년에 창립돼 나가오카가 초대 총장이 된 오사카 제국대학에서는 이학부장에 마지마 도시유키, 물리학과 주임교수에 야기 히데쓰구, 교수이자 사위인 오카야 도키하루, 나가오카와 같이 미쓰쿠리 일족에서 나온 기쿠치 세이시 등을 임명했다. 또한 유카와 히데키는 강사로서 오카야 연구실에 일시적으로 소속됐다.

## 상훈·영예
- 1891년 12월 21일 : 종7위[20]
- 1896년 10월 30일 : 정7위[21]
- 1906년 6월 30일 : 훈4등 서보장[22]
- 1910년 6월 24일 : 훈3등 서보장[23]
- 1915년 12월 10일 : 정4위[24]
- 1928년 11월 10일 : 훈2등 욱일중광장[25]
- 1932년 7월 9일 : 훈1등 서보장[26]
- 1937년 4월 28일 : 문화훈장[27]

## 주요 저서

### 저서
- 《ラヂウムと電気物質観》 [라듐과 전기물질관]. 물리학 총서 제1편. 다이닛폰 도서. 1906.
- 《田園銷夏漫録並に震後雑感》. 이와나미 쇼텐. 1924.
- 《随筆》 [수필]. 가이조샤. 1936.
- 《原子力時代の曙》 [원자력 시대의 새벽]. 아사히 신문사. 1951.
  - 《長岡半太郎：原子力時代の曙》 [나가오카 한타로: 원자력 시대의 새벽]. 인간의 기록 83. 일본 도서 센터. 1999년 2월. ISBN 4820543296. ISBN 978-4-8205-4329-9

### 강술
- 《現今の電気学》 [현재의 전기학]. 통속학예문고 제1편. 고도칸. 1912.

### 교열
- 존 앰브로즈 플레밍 (1906). 《ヘルツ波無線電信》 [헤르츠파 무선 전신]. 번역 佐藤政資. 나가오카 한타로 교열. 쇼카보.

### 주해
1. ↑  이에 대해서 나가오카 본인은 훗날 추억담으로 이야기한 바있다(이타쿠라 기요노부 1976, 20쪽).

### 출전
1. ↑  제국대학 기요, 이과 4책
2. ↑  제국대학 기요, 이과 5책 2호
3. ↑  도쿄 제국대학 기요, 이과 16책 8편
4. ↑  SME 도쿄 지부. “SME LIBRARY 4 日本の工作機械を築いた人々 長岡振吉氏” (PDF). Society of Manufacturing Engineers. 2015년 12월 30일에 확인함., 《응용기계공학》, 다이가 출판, 1988년 1~2월호에 게재
5. ↑  아사히 신문, 1950년 12월 12일
6. ↑  「長岡半太郎氏」, 니혼케이자이 신문, 1950년 12월 13일
7. ↑  Major John P. Jernovics Sr. (1990). “Meteor Burst Communications : An Additional Means Of Long-Haul Communications”. 2015년 12월 30일에 확인함.
8. ↑  1904년 3월 철학 매거진에 톰슨의 논문과 동시에 실렸다. 전년도인 1903년 12월에도 거의 같은 내용이 도쿄 대학에서 구두로 발표됐다.
9. ↑  Nature, 179호
10. ↑  헬게 크라호 저 《20세기 물리학사 - 상》, 나고야 대학 출판회, ISBN 4-8158-0809-0
11. ↑  요시다 노부오 저 《光の場、電子の海―量子場理論への道》, 신초샤
12. ↑  Nagaoka, Hantaro (1909). “The Inductance Coefficients of Solenoids”. 《Journal of the College of Science》 (Tokyo, Japan: Imperial University). Vol XXVII: Article 6, p1–33. 2009년 8월 27일에 원본 문서에서 보존된 문서. 2009년 8월 2일에 확인함.
13. ↑  文化勲章拝受の人々-長岡半太郎『大阪毎日新聞』（昭和12年4月28日）『昭和ニュース事典第7巻 昭和14年-昭和16年』本編p656 昭和ニュース事典編纂委員会 毎日コミュニケーションズ刊 1994年
14. ↑  일본 수학물리학회 기사 6권 10호
15. ↑  “余録：1924年9月20日の新聞にこんな見出しが…”. 《마이니치 신문》. 2014년 3월 15일. 2015년 11월 7일에 원본 문서에서 보존된 문서. 2015년 11월 7일에 확인함.
16. ↑  “顕微鏡下の水銀に燦爛たる純金の粒・歓喜に慄えて居る長岡博士昨日理研で結果を発表した”. 《지지 신포》. 1924년 9월 21일. 2014년 8월 19일에 원본 문서에서 보존된 문서. 2014년 8월 17일에 확인함.
17. ↑  “還金術は産業界に何う影響するか (一〜3)”. 《오사카 마이니치 신문》. 1924년 12월 3일. 2014년 8월 19일에 원본 문서에서 보존된 문서. 2014년 8월 17일에 확인함.
18. ↑  나카오 마이카 (2014년 7월 28일). “「科学者の自由な楽園」が国民に開かれる時―STAP/千里眼/錬金術をめぐる科学と魔術のシンフォニー”. 《겐다이시소》 (세이도샤) (2014年8月号 特集=科学者 -科学技術のポリティカルエコノミー-). ISBN 4791712846.
19. ↑  長岡半太郎、幸田露伴ら九人受賞『東京日日新聞』（昭和12年4月17日）『昭和ニュース事典第7巻 昭和14年-昭和16年』本編p654 昭和ニュース事典編纂委員会 毎日コミュニケーションズ刊 1994年
20. ↑  《관보》 제2545호, 1891년(메이지 24년) 12월 22일
21. ↑  《관보》 제4004호 ‘서임 및 사령’, 1896년 10월 31일
22. ↑  《관보》 제6902호 ‘서임 및 사령’, 1906년 7월 3일
23. ↑  《관보》 제8105호 ‘서임 및 사령’, 1910년 6월 29일
24. ↑  《관보》 제1009호 ‘서임 및 사령’, 1915년 12월 11일
25. ↑  《관보》 호외 ‘수작·서임 및 사령’, 1928년 11월 10일
26. ↑  《관보》 제1658호, 1932년 7월 11일
27. ↑  《관보》 제3094호 ‘서임 및 사령’, 1937년 4월 30일

## 참고 문헌
- 이타쿠라 기요노부 (1976). 《長岡半太郎》 [나가오카 한타로]. 아사히 평전선 10. 아사히 신문사.